# Шмарное (Глебовский сельсовет)
Шмарное — деревня в Фатежском районе Курской области России. Входит в состав Глебовского сельсовета.

## География
Деревня находится в северной части Курской области, в пределах Дмитриевско-Курской гряды, в лесостепной зоне, на правом берегу ручья Шмарного (левый приток реки Усожа), на расстоянии примерно 7 км (по прямой) к юго-востоку от города Фатеж, административного центра района. Абсолютная высота — 196 м над уровнем моря.

### Климат
Климат характеризуется как умеренно континентальный, с тёплым летом и умеренно холодной зимой. Среднегодовая температура — 4,9 °C. Средняя температура воздуха самого тёплого месяца (июля) — 16 — 20 °C (абсолютный максимум — 40 °C); самого холодного (января) — −12 — −5 °C (абсолютный минимум — −37 °C). Продолжительность безморозного периода составляет в среднем 151 день. Вегетационный период длится около 182 дней. Среднегодовое количество атмосферных осадков составляет 582 мм, из которых 460 мм выпадает в период с апреля по октябрь. Снежный покров держится в течение 139 дней.

### Часовой пояс
Деревня Шмарное, как и вся Курская область, находится в часовой зоне МСК (московское время). Смещение применяемого времени относительно UTC составляет +3:00.

## Население
| 2002 | 2010 |
| ---- | ---- |
| 139  | ↘132 |

### Половой состав
По данным Всероссийской переписи населения 2010 года, в половой структуре населения мужчины составляли 45,5 %, женщины — соответственно 54,5 %.

### Национальный состав
Согласно результатам переписи 2002 года, в национальной структуре населения русские составляли 97 %.

## Инфраструктура
Личное подсобное хозяйство. В деревне 47 домов.

## Транспорт
Деревня находится в 8 км от автодороги федерального значения М2 «Крым» (Москва — Тула — Орёл — Курск — Белгород — граница с Украиной) как часть европейского маршрута E105, в 21 км от автодороги регионального значения 38К-018 (Курск — Поныри), в 7,5 км от автодороги 38К-039 (Фатеж — 38К-018), на автодорогe межмуниципального значения 38Н-210 (М-2 «Крым» – Зыковка – Малое Анненково – 38К-039), в 22,5 км от ближайшего ж/д остановочного пункта 487 км (линия Орёл — Курск).
В 164 км от аэропорта имени В. Г. Шухова (недалеко от Белгорода).